# Rosularia
Rosularia es un género  de plantas con flores de la familia Crassulaceae.  Comprende 58 especies descritas y de estas solo 25 aceptadas.

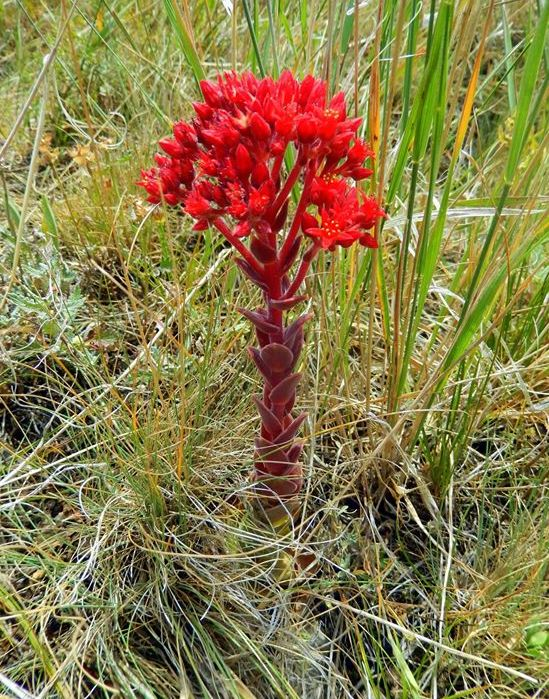
Rosularia sempervivoides

## Descripción
Son hierbas perennes. Raíz delgada, fibrosa o gruesa raíz principal. Hojas radicales que forman rosetas basales. Rosuladas hojas sésiles, carnosas, oblongas, espatuladas, obovadas, elípticas, lineales, atenuadas en la base, enteras. Los tallos florales que surge de las axilas de las hojas rosuladas, no ramificados, erectos, velludo glandular o glabras, de hojas caducas. Las hojas caulinarias carnosas, simples, alternas, sésiles, oblongas a espatuladas, enteras, glandular pilosas o glabras. Inflorescencia terminal o lateral, corimbosa, paniculada, tirso laxa, a veces solitaria. Flores 5-9 merous, bisexuales, glandular pilosas o glabras. Cáliz gamosépalo, lóbulos connados verdes, carnoso, en la base, acampanado. Corola, lóbulos membranosos, unidos 1/10 a 3/4 de su longitud, blanco, rosa o rojo, glabra o glandular peluda. Estambres 10-18. Los folículos erectos, libres, con varias a muchas semillas. Semillas oblongo-elípticas, de color marrón con estrías longitudinales.

## Taxonomía
El género fue descrito por (DC.) Stapf y publicado en Botanical Magazine 149, pl. 8985. 1923. La especie tipo es: Rosularia sempervivum (M. Bieb.) A. Berger.

## Especies seleccionadas
| - Rosularia acuminata - Rosularia adenotricha - Rosularia aizoon - Rosularia aizoon-alba | - Rosularia alba - Rosularia alpestris - Rosularia blepharophylla - Rosularia borissovae |